# Дордони, Джузеппе
Джузеппе «Пино» Дордони (итал. Giuseppe «Pino» Dordoni; 28 июня 1926, Пьяченца, Эмилия-Романья — 24 октября 1998, Пьяченца, Эмилия-Романья) — итальянский легкоатлет (спортивная ходьба), победитель Средиземноморских игр, чемпион Европы, чемпион летних Олимпийских игр 1952 года в Хельсинки, участник четырёх Олимпиад.

## Карьера
На летних Олимпийских игра 1948 года в Лондоне Дордони в ходьбе на 10 км занял 9-е место.
На следующей Олимпиаде в Хельсинки Дордони стал олимпийским чемпионом в ходьбе на 50 км с результатом 4-28:07,8 с, опередив ставшего серебряным призёром представителя Чехословакии Йозефа Долежаля (4-30:17,8 с) и бронзового призёра, венгра Антала Року (4-31:27,2 с).
На летней Олимпиаде в Мельбурне итальянец выступал в ходьбе на 20 км, где он занял 9-е место с результатом 1-35:00,4 с.
На последней для себя летней Олимпиаде в Риме Дордони, выступая в ходьбе на 50 км, занял 7-е место с результатом 4-33:27,2 с.
За свои спортивные достижения Джузеппе Дордони был награждён золотой медалью Итальянской олимпийской ассоциации.